# Giudea (Fondi)
La Giudea, pittoresco cortile circondato da case a profferlo, è uno dei luoghi in cui abitarono gli ebrei di Fondi (in provincia di Latina) fino al 1541, anno della loro definitiva espulsione dal Regno di Napoli. Si trova nella zona nord-est del centro storico del paese, nel quartiere noto anche come Olmo Perino, ed è stato recentemente restaurato.

## Storia
Documenti attestano la presenza di ebrei nella cittadina di Fondi nel XIV e XVI secolo come tessitori e tintori, ma vi erano anche banchieri e mercanti; nella seconda metà del Quattrocento gli ebrei di Fondi, grazie alla protezione dei Caetani, raggiunsero un buon livello di prosperità. 
La "Casa degli spiriti", un palazzetto probabilmente così detto perché lo si credeva infestato da fantasmi, oltre a abitazioni  private ospita da qualche anno anche il Museo ebraico di Fondi. Si trova nel quartiere dell'Olmo Perino, poco distante dalla Giudea. L'ipotesi che fosse un'antica sinagoga rimane tutta da dimostrare. 